# Monika Helbing
Pour les articles homonymes, voir Helbing.
Monika Helbing, née le 16 novembre 1953 à Flein, est membre de la deuxième génération de la Fraction armée rouge.

## Biographie
En 1974, elle débute comme infirmière et devient sympathisante de la RAF. En 1974, elle participe avec Knut Folkerts et Christian Klar à l'occupation du bureau d'Amnesty International à Hambourg. En 1976, elle débute dans l'action dans la «cellule Allemagne du Sud ". Elle est impliquée dans la préparation et l'examen de l'enlèvement de Hanns Martin Schleyer en automne 1977. Elle se rend ensuite à Bagdad pour préparer l'arrivée des autres membres de la RAF.
En 1980, elle part pour l' Allemagne de l'Est, comme membre de la deuxième génération de la RAF, elle obtient une nouvelle identité  par la Stasi. Elle s'installe à Francfort et se marie avec Ekkehard Freiherr von Seckendorff-Gudent. Elle travaille pendant plusieurs années comme travailleuse sociale dans la polyclinique de Francfort.
Après la fin de la RDA, elle est arrêtée en juin 1990 et traduite en justice. En raison de son implication dans l'enlèvement de Schleyer Helbing, elle est condamnée en 1992 à sept ans de prison. Elle est libérée en 1995. Elle a pris ses distances avec la RAF et vit sous un nom différent.